# 西班牙23歲以下國家足球隊
西班牙23歲以下國家足球隊（英语：Spain national under-23 football team）又称西班牙奥林匹克足球队或西班牙U-23，在奥运会等国际足球比赛中代表西班牙。该选择仅限于23岁以下的选手，奥运会除外，奥运会允许男子团体最多容纳3名超龄选手。该球队属于西班牙足协。自1992年以来，西班牙获得了六次奥运会参赛资格，并在奥运会中获得了兩枚金牌和一枚银牌，與阿根廷並列為最成功的奥运足球队伍。

## 历史

### 1920–1988年夏季奥运会
与现在的比赛不同，夏季奥运会以前是由高级或业余球队代表的。西班牙首次参加奥运会是1920年在比利时的安特卫普。共有十四支球队参加了淘汰赛。十二支队伍进入了第一轮比赛，六名获胜者进入了东道国（比利时）和法国，进入了八强。捷克斯洛伐克参加了他们的第一次国际比赛，进入决赛，对南斯拉夫（在比赛中首次参加国际比赛），挪威和法国造成了惨败。比利时在决赛中击败了才华横溢的西班牙，然后是荷兰。在决赛中捷克斯洛伐克对英国裁判约翰·刘易斯的表现感到不满之后，捷克斯洛伐克走了抗议，比利时默认获得了金牌。 Bergvall系统用于确定第二名和第三名。被淘汰的四分之一决赛进入决赛，西班牙取得了胜利，击败了瑞典2–1和意大利2–0。通常，西班牙本来会打败被打入决赛的选手，但是捷克斯洛伐克被取消了比赛资格。西班牙因此直奔对荷兰的银牌比赛，在半决赛中被金牌得主比利时击败。西班牙以3比1获胜。
1924年没有那么成功，西班牙在输给意大利1-0后在第一轮退出了比赛
在1928年夏季奥运会上，情况会越来越糟。西班牙可能会令人恐惧。自上一届奥运会以来，他们一度被击败，他们传统的比赛神经使他们在这里受挫，这一关键音符将贯穿未来几年。然而，在他们的第一场比赛后，经验丰富的队长佩德罗·瓦拉纳不可避免地会损失很多钱。西班牙首先以7比1击败墨西哥，然后以1比1战平意大利，这将导致比赛继续进行。西班牙最终以1–7的失利被淘汰。
直到1968年在墨西哥举行，西班牙才可以参加其他奥运会。在那里，球队派出了一支21岁以下的业余球队，进入了八强，仅输给了主办国。
球队的最后两场比赛是在1976年和1980年，他们未能进入小组赛。

### 在1992年夏季奥运会上首次亮相并获得金牌
1992年夏季奥运会的足球比赛是23岁以下的第一场比赛。 西班牙是比赛的举办地，因此被授予了席位。西班牙队寄予厚望，他们也没有失望：该队在小组赛中夺冠后赢得了自己的第一枚金牌，在四分之一决赛中击败了长期竞争对手意大利，并在决赛中击败了波兰（3– 2）。

### 1996年夏季奥运会
在当时的教练哈维尔·克莱门特（Javier Clemente）的带领下，西班牙得以晋级以下奥运会。拉罗吉塔（La Rojita）未能重蹈覆辙，最终在四分之一决赛中被亚军阿根廷淘汰。

### 2000年悉尼夏季奥运会银牌
西班牙在2000年连续第三次获得锦标赛参赛资格。该队由总教练伊纳基·萨伊斯（IñakiSáez）管理，杀入了第二个决赛，但未能夺金，输给了喀麦隆。西班牙在半场比赛中取得2-0的领先优势，但下半场情况有所改变，伊万·阿玛亚（自己也错过点球）的进球，塞缪尔·埃托奥五分钟后的进球将比分扳成2– 2。加时赛之后比分保持不变，比赛通过点球大战决定，西班牙输掉5-3。

### 2012年夏季奥运会
西班牙长达八年没有获得奥运资格，西班牙在主教练路易斯·米拉（Luis Milla）的带领下获得了2011年UEFA欧洲21岁以下锦标赛冠军，从而获得了2012年夏季奥运会的参赛资格。他们原定在小组赛中与日本，摩洛哥和洪都拉斯对抗。在锦标赛开始之前，西班牙安排了三场与将在奥运会上进行比赛的球队进行友谊赛：第一场是对埃及的3-1击败，随后是对塞内加尔的2-0击败和对墨西哥的0-1胜利。五天后在奥运会上，西班牙在小组赛阶段被淘汰，此前日本惨败1-0输给了日本，而洪都拉斯则饱受争议。其次是0-0战平摩洛哥，这迫使西班牙首次在小组赛中退出比赛，而且没有进球。第二天，路易斯·米拉被23岁以下和21岁以下的球队解雇，由朱伦·洛佩特吉（Julen Lopetegui）取代。

## 荣誉
夏季奥运会
- 金牌: 1992，2024
- 银牌: 2000